# WebOTX
WebOTXは日本電気 (NEC) が提供するサービス実行基盤で、NGNやユビキタス領域に対する機能の提供を目指している。
OTXは、Open Technology eXtensionsを表している。
マスコットは、忍者。最新のバージョンは11.1である（2022年9月現在）。

## WebOTXの構成
1. サービスコンポーネント
  - WebOTX SIP Call Control
  - WebOTX RFID Manager
  - WebOTX Speech Recognition
  - WebOTX Text to Speech
2. サービスインテグレーション
  - WebOTX Portal
  - WebOTX Enterprise Service Bus
  - WebOTX Process Conductor
  - WebOTX Service Repository
  - WebOTX OLF/TP Adapter
3. アプリケーションサーバ
  - WebOTX Application Server
  - WebOTX Batch Server
  - WebOTX SIP Application Server
  - WebOTX Parallel Stream Monitor

## Application Server
アプリケーションサーバでは、システムの形態、規模に対応して4つのEditionが存在する。
| Edition            | 規模 | 特徴                                       |
| Web Edition        | 小   | Webサーバ、Webコンテナ、Webサービス        |
| Standard-J Edition | ↑    | EJBコンテナ、JMSサーバ、J2EE準拠           |
| Standard Edition   | ↓    | OLTPモニタ、C++・COBOLアプリケーション対応 |
| Enterprise Edition | 大   | クラスタ機能                               |

| Edition            | 規模 | 特徴                                                        |
| Express Edition    | 小   | Webサーバ、Webコンテナ、Webサービス、J2EEコンテナ、J2EE準拠 |
| Foundation Edition | ↑    | Standard Editionの機能制限版                                |
| Standard Edition   | ↓    | OLTPモニタ、C++・COBOLアプリケーション対応                  |
| Enterprise Edition | 大   | クラスタ機能                                                |

運用管理ツールとして、コマンドラインベースとFlashを利用したブラウザベースのものが用意されている。
WebサーバはApacheを利用し、WebコンテナはTomcatを利用している。EJBコンテナ等は独自に機能強化している。

## Application Serverの歴史
ベースとなるアプリケーションサーバーの歴史
| Ver | リリース日     | 特徴 |
| 1   | 1998年         | WebcomputingアプリケーションサーバEnterprise版の構成要素としてリリース。CORBA実行基盤                                                                             |
| 2   | 1999年10月1日  | CORBA2.2完全準拠(POA：PortableObjectAdapter対応)。IIOP1.1対応。Java2動作サポート。                                                                                |
| 3   | 2000年11月1日  | CORBA2.3完全準拠。JSP開発・実行環境の提供。VISコネクタの提供。 |
| 4   | 2001年11月28日 | SOAP1.1準拠、UDDI1.0準拠、モバイル対応 |
| 5   | 2002年11月27日 | 「CORBAプロバイダ」の提供,J2EE 1.3仕様に準拠,CORBA 2.6仕様への対応                                                                                                |
| 6   | 2004年8月26日  | 電子署名付加機能の提供、J2EE 1.4仕様に準拠 |
| 7   | 2007年7月2日   | 運用環境のVista対応。Linux対応。64ビットOSサポート。 |
| 8   | 2008年6月24日  | JavaEE5対応、Windows Server 2008サポート |
| 9   | 2013年5月30日  | JavaEE6対応、インメモリデータグリッドサポート、ライセンス体系変更                                                                                                 |
| 10  | 2017年10月17日 | JavaEE7対応、Dockerサポート、複数バージョンインストール対応 Ver10.2からMicroProfileに対応 Ver10.3からKubernetes Operatorを提供 Ver10.4から単一Jar(Uber Jar)化対応 |
| 11  | 2022年9月9日   | JavaSE17対応、MicroProfile4.1対応 |

## SIP Application Server
WebOTX SIP Application Server は、V7.1で新たに追加された。拡張製品。
JSR116で規定されたSIP Server API1.0をサポートし、RFC3261で規定されたSIP(Session Initiation Protocol)実行環境を提供している。

## Enterprise Service Bus
WebOTX Enterprise Service BusはWebOTX Application Serverとは別個の製品であり、WebOTX Applicaton Server上でのみ動作可能である。システム間の連携をSOAPなどで実現するためのハブシステム。
既存のACOS上で構築されているサービスを呼び出すためのアダプタが用意されている。
高信頼なマルチプロセス動作や、JBI 1.0に準拠していることを特徴とする。

## Batch Server
WebOTX Batch Serverは、Spring Batchの実行基盤で常駐Java VMから起動される。また、連続実行環境を想定した動的設定が可能である。体系としては、Standard版とExpress版があり、ジョブ制御のレベルに差がある。従来のバッチ・ジョブ制御基板であるWebSAM JobCenterと連携したジョブスケジュールも可能。

## Portal
WebOTX Portalは、複数のシステムに対する統一したポータル画面を構築するためのものである。顔認証システムと連携したシングルサインオンを実現することが可能。